# Hilde Goldschmidt
Pour les articles homonymes, voir Goldschmidt.
Hilde Goldschmidt (7 septembre 1897-7 août 1980) est une peintre et graveuse expressionniste autrichienne d'origine allemande. Face à la persécution nazie, elle cherche refuge en Grande-Bretagne pendant la Seconde Guerre mondiale avant de s'établir en Autriche dans les années 1950. 

## Biographie
Goldschmidt est née à Leipzig dans une famille juive bourgeoise qui a plusieurs connaissance dans le monde artistique. La famille connait les écrivains Rainer Maria Rilke et Thomas Mann ainsi que la peintre Marianne von Werefkin et son partenaire Alexei Jawlensky,. De 1914 à 1917, Goldschmidt étudie la conception de livres à l'Académie de Leipzig sous l'égide d'Hugo Steiner Prag et produit des gravures sur bois et des lithographies dans un style expressionniste. Elle prend également des cours de peinture privés avec Otto Richard Bossert (en) et des cours de danse à l'école de ballet de l'Opéra de Leipzig ainsi que l'écriture de poésie. En 1918, l'Académie des beaux-arts de Dresde commence à admettre des étudiantes pour la première fois et Goldschmidt y étudie la peinture de 1920 à 1923, période pendant laquelle elle est enseignée par Oskar Kokoschka,. Goldschmidt vit une vie quelque peu cosmopolite après avoir été diplômé de l'Académie de Dresde. Entre 1923 et 1932, elle passe une partie de chaque année à Paris puis passe l'été dans le sud de la France avant de retourner à Leipzig pour l'hiver. Elle expose des œuvres à New York en 1923 et loue un studio à Montparnasse. Sa première exposition personnelle a lieu à la Galerie Caspari à Munich en 1932 mais est finalement fermée par les autorités. Face à une discrimination et une persécution accrues sous le régime nazi en Allemagne, Goldschmidt et sa mère partent pour Kitzbühel dans le Tyrol autrichien en 1933 et toutes deux deviennent des citoyens autrichiennes en 1936. Après l'Anschluss en 1938, elle partent pour Londres l'année suivante. 
Arrivée à Londres en 1939, Goldschmidt et sa mère fondent une petite entreprise, le Golly Studio, fabriquant et vendant des gants et des mitaines pour avoir un revenu. De courtes vacances dans le Lake District les amènent à déménager vers le nord et à s'installer sur le domaine de Langdale près d'Ambleside. Là, elles se retrouvent dans une communauté artistique qui comprend plusieurs autres réfugiés, notamment l'artiste Kurt Schwitters, qui est devient un ami proche et une influence sur son travail. Dans le Lake District, Goldschmidt continue à diriger Golly Studios, à donner des cours du soir sur le travail du cuir et à peindre. Elle peint des paysages expressionnistes dans des couleurs pastel vives ainsi que des portraits comme Awake and Dreaming, montrant une femme plongée dans une introspection mélancolique. Un autoportrait de cette époque, dans lequel Goldschmidt se dépeint comme un sphinx, quoique situé dans un paysage anglais, fait maintenant partie de la collection du Tate. En 1949, Goldschmidt a une exposition personnelle à Manchester et plus tard cette année-là, après la mort de sa mère, retourne à Kitzbühel. 
En Autriche, Goldschmidt tente de gérer une maison d'hôtes pendant plusieurs années, mais après avoir suivi des cours avec son ancien professeur Oskar Kokoschka mais en 1954, elle décide de se concentrer à plein temps sur son art. Ses peintures deviennent plus audacieuses et plus structurées, souvent avec des lignes noires épaisses entourant des blocs de couleur. Ses voyages à Venise dans les années 1960 et en Israël en 1968 conduisent à des séries de sérigraphies, dont Israël: Man and Country. Ceux à Malte et à Gozo sont aussi une source d'inspiration. Goldschmidt organise  plusieurs expositions personnelles en Autriche et en Angleterre, notamment à la Annely Juda Fine Art en 1969 et à la Abbot Hall Art Gallery de Kendal en 1973. Cette exposition visite ensuite des sites dans le nord de l'Angleterre,. Des exemples de son travail sont présents dans l'exposition Condemned, Forgotten, Rediscovered. The Fate of Expressive Art in the 20th Century, qui se tient au Musée culturel et historique d'Osnabrück en 2001 et qui se concentre sur les artistes dont le travail a été étouffé sous le régime nazi. Une exposition conjointe d'œuvres de Goldschmidt et Schwitters a lieu à la galerie d'art Abbot Hall en 2003 et toutes deux figurent dans l'exposition Refuge: The Art of Belonging de Abbot Hall en 2019,. 